# Awilda

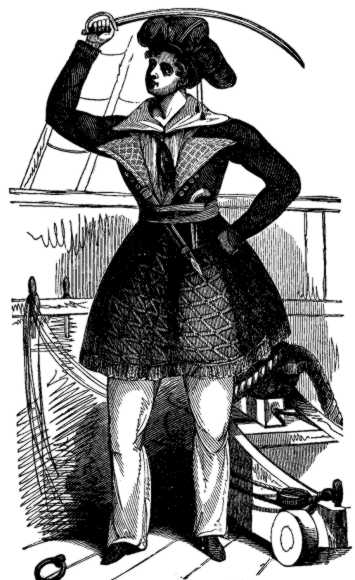
Awilda

Awilda (5e eeuw) was een vrouwelijke zeerover uit Scandinavië. Niet alle historici zijn het erover eens of zij werkelijk heeft bestaan, of dat zij misschien een legende is.
Awilda was de dochter van een Scandinavische koning. Toen haar vader voor haar een huwelijk had geregeld met de kroonprins van Denemarken met de naam Alf, weigerde de rebelse Awilda. Zij en een aantal andere vrouwen verkleedden zich als zeelui, en vertrokken met een schip naar de Oostzee.
Onderweg kwamen zij een piratenschip tegen waarvan de kapitein ten onder was gegaan. De verklede vrouwen wisten de bemanning te overtuigen van hun dapperheid, en vier dagen later kozen zij Awilda als hun nieuwe kapitein.
De piraten hadden veel succes, en raakten bekend over heel Scandinavië. Daarop stuurde de koning van Denemarken zijn beste mannen om tegen hen te strijden, aangevoerd door zijn zoon Alf. Deze wist het schip van Awilda te veroveren. Toen zij hem zag, was ze zo onder de indruk van zijn moed, dat ze de strijd staakte. Ze maakte haar identiteit bekend, en stemde erin toe om met hem te trouwen.

## Moderne verwijzingen
Het personage Alvida uit de manga- en animeserie One Piece is geïnspireerd op Awilda.

## Andere personen met de naam Awilda
De naam Awilda komt veel voor op Puerto Rico. Enkele bekende personen van dat eiland die deze naam dragen zijn:
- Awilda Villarini, pianiste en componiste
- Awilda Verdejo, sopraan
- Awilda Rivera, jazz-zangeres
- Awilda Sterling, danseres
- Awilda Carbia, actrice